# Abdul Momin
Abdul Momin, né le 21 mai 1788 à Bandar Brunei et mort le 29 mai 1885 dans la même ville, est le vingt-quatrième sultan de Brunei. Il règne de 1852 à sa mort.